# Trichosetodes imperfectus
Trichosetodes imperfectus är en nattsländeart som beskrevs av Georg Ulmer 1951. Trichosetodes imperfectus ingår i släktet Trichosetodes och familjen långhornssländor. Inga underarter finns listade i Catalogue of Life.